# Myrsine cupuliformis
Myrsine cupuliformis är en viveväxtart som beskrevs av J.J. Pipoly. Myrsine cupuliformis ingår i släktet Myrsine och familjen viveväxter. Inga underarter finns listade i Catalogue of Life.